# Josep Ferrís March
Josep Ferrís March (Torrent, Horta Sud, 23 de desembre de 1936) és un activista cultural valencià, impulsor de diferents plataformes culturals, cíviques, econòmiques i periodístiques al País Valencià i, sobretot, a l'Horta Sud.
En la seua joventut va estar vinculat a la JARC, sent baix el seu mandat quan es crea la revista Adelante (novembre de 1959-maig 1963). A Acció Catòlica, fou president de la JARC de l'arxidiòcesi de València entre gener de 1959 i setembre de 1962, sent aleshores consiliari diocesà mossén Josep Alba, qui junt a un altre destacat membre de la JARC, Josep Maria Soriano, seria un dels fundadors de la revista Saó. Ferrís formaria part del consell de redacció de dita publicació entre 1998 i l'any 2000.
Políticament, va estar vinculat al partit Unió Democràtica del País Valencià, dirigit per Vicent Ruiz Monrabal.
A partir de la transició política espanyola, Josep Ferrís participa de diverses iniciatives cíviques, participant en la fundació de l'Institut Pro-Desenvolupament de Torrent, responsable de la revista d'educació i cultura Torrent (1978-1981). Va ser un dels fundadors i primer president de l'Institut d'Estudis Comarcals (Ideco) de l'Horta Sud, càrrec que va ostentar entre 1982-1986, va ser també president de la Caixa d'Estalvis de Torrent entre 1978-1982, impulsant l'expansió de l'entitat per l'Horta Sud. Entre 1983 i 1985, fou un dels fundadors i membre del consell rector del setmanari 7 Dies (1983-1985), i fou president de la Fundació Caixa Torrent de 1990 fins 2001, que set anys després prendria el nom de Fundació Horta Sud. Posteriorment, col·laboraria amb Projecte home.